# 1877

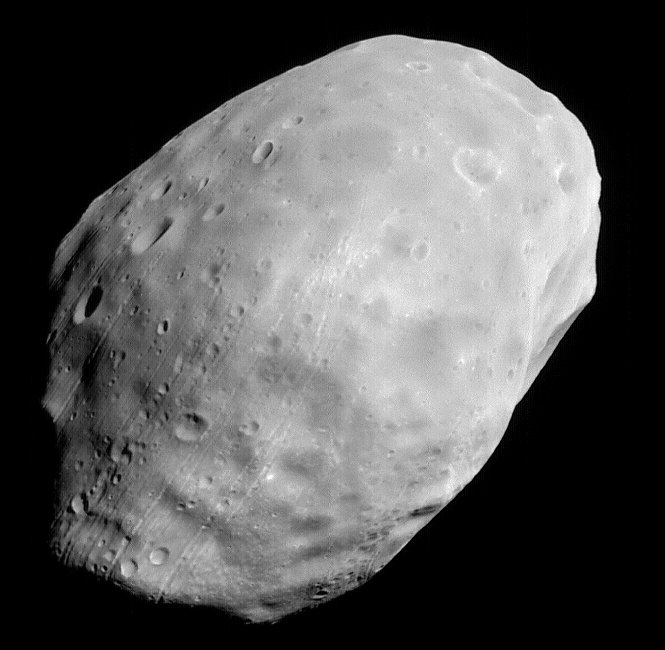
Phobos
(foto NASA)

Het jaar 1877 is het 77e jaar in de 19e eeuw volgens de christelijke jaartelling.

## Gebeurtenissen
januari
- 1 - In het Verenigd Koninkrijk treedt de "Royal titles act" in werking, die aan koningin Victoria de titel "keizerin van India" geeft.
- 31 - In de provincie Groningen verdrinken 51 mensen tijdens de stormvloed van 1877. Bij verschillende scheepsrampen komen eveneens tientallen mensen om.

februari
- 12 - Alexander Graham Bell demonstreert de telefoon voor het publiek met een verbinding tussen Boston en Salem (Massachusetts).

maart
- 13 - De jonge Amerikaan Chester Greenwood krijgt patent op de oorwarmer.
- Oprichting van de Vlaamse Socialistische Arbeiderspartij (VSAP), met Antwerpen als hoofdzetel, 8 jaar voor het ontstaan van de "Belgische Werkliedenpartij" (B.W.P.).

april
- 12 - De Britse afgezant Theophilus Shepstone proclameert op het kerkplein van Pretoria de annexatie van de boerenrepubliek Transvaal.
- 24 - Op de Balkan begint de Russisch-Turkse Oorlog.
- 28 - In Rotterdam wordt het Luchtspoor geopend. Het 2,2 kilometer lange Binnenrotteviaduct verbindt het Centraal Station via Station Rotterdam Blaak met het zuiden. Ook de Willemsspoorbrug over de Nieuwe Maas wordt in gebruik genomen.

mei
- 1 - De nieuwe Amerikaanse president Rutherford Hayes trekt alle federale troepen terug uit de zuidelijke staten, en maakt daarmee een einde aan de Reconstructie.
- 2 - In Rotterdam wordt  station Rotterdam Zuid in gebruik genomen en geopend

juli
- 9 - In Wimbledon, een voorstad van Londen, begint het eerste Wimbledon-tennistoernooi. Er dingen 22 mannen mee naar het Engelse kampioenschap.

augustus
- 11 - De astronoom Asaph Hall ontdekt dat Mars een maantje heeft: Phobos. Later wordt nog een tweede satelliet waargenomen en hij noemt deze Deimos.
- 25 - Opening van de Pont de Sully over de Seine in Parijs.
- Schiaparelli ontdekt, tijdens de opposities van Mars (tot 1888) kanaalvormige structuren op de planeet die hij "canali" noemt. Het geeft later aanleiding tot heftige discussies over al dan niet leven op Mars naar aanleiding van de kanalen die men meent te zien (Marsmannetjes). Latere waarnemingen hebben aangetoond dat er van kanalen geen sprake is op de planeet.
- augustus - Paleontologen vinden in Colorado voor het eerst beenderen van de diplodocus.

november
- 1 - de Nieuwe Rotterdamsche Courant is het eerste ochtendblad.
- 3 - Beëdiging van het kabinet-Kappeyne van de Coppello.
- 4 -De Maria Pia-brug, een kolossale gietijzeren spoorbrug Over de rivier de Douro in Portugal, wordt in gebruik genomen. Ze is  ontworpen door ingenieur Théophile Seyrig, de partner van Gustave Eiffel in de door beiden opgerichte firma Eiffel et cie.
- 21 - Thomas Edison toont zijn nieuwste uitvinding, de fonograaf, de voorloper van de grammofoon.
- november - Er ontstaat een grote volksbeweging in Brugge die zich inzet voor de realisatie van een Zeehaven bij Brugge. Initiatiefnemer is August de Maere.

december
- 11 - Het eerste deel van het Kanaal van Deurne wordt opgeleverd. Het gaat om het stuk van het Noordervaart in Limburg tot aan de provinciegrens.
- 14 - Aan de westkust van de Verenigde Staten vindt een aardbeving plaats met een geschatte kracht van 7,1 op de schaal van Richter. Het epicentrum hiervan ligt op de oostelijke voet van de Mount Rainier. Volgens getuigen deinen de gebouwen van Seattle als bootjes op een zee. De aardbeving is de zwaarste sinds de stichting van Seattle.
- 16 - Oprichting van de " Vereeniging van Ambtenaren der Registratie en Domeinen" onder het personeel van de Belastingdienst. Deze vereniging is in 1957 samengegaan met de "Vereniging van inspecteurs van ’s Rijks belastingen". Later is men samen opgegaan in de Vereniging van Hogere ambtenaren bij het Ministerie van Financiën (VHMF)

zonder datum
- Stanley, met zijn door de New York Herald gefinancierde expeditie, verkent de loop van de Loealaba-Kongo en bereikt na vele ontberingen de Atlantische kust. Hij zeilt vervolgens langs de Kaap terug naar Zanzibar en met dit feit zijn de Niger, de Nijl, de Zambezi en de Kongo verkend.
- Het Verenigd Koninkrijk, Ruslands bondgenoot, bezet Cyprus.
- De Groningse schoolmeester Pieter Roelf Bos is de redacteur van een nieuwe atlas: de Bosatlas.
- Alfred Nobel ontwikkelt springgelatine (een soort springstof).
- Het Reitdiep wordt afgesloten door de aanleg van een dijk van Zoutkamp naar Nittershoek.

## Beeldende kunst

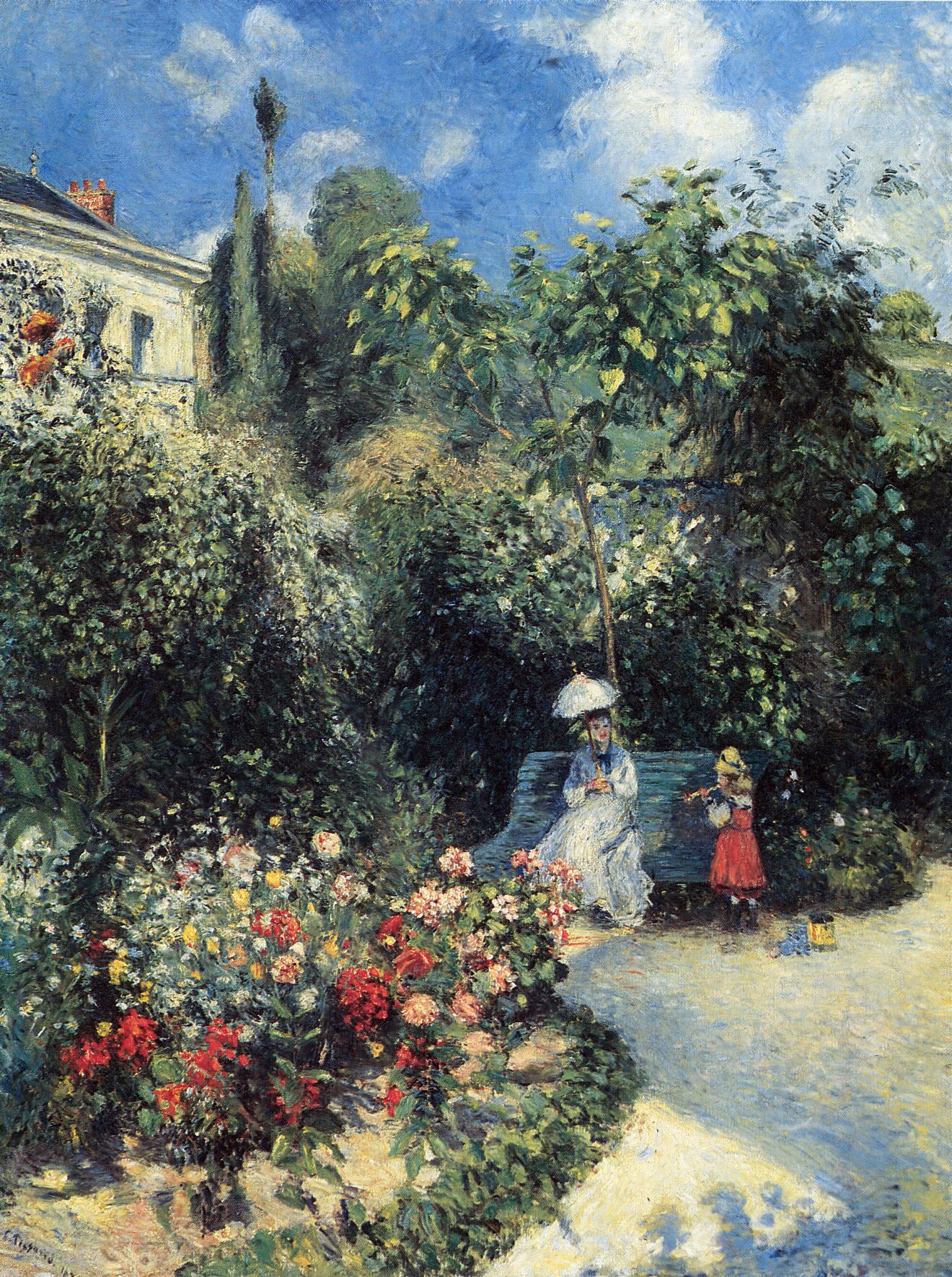
Le Jardín de Pontoise (1877) Camille Pissarro
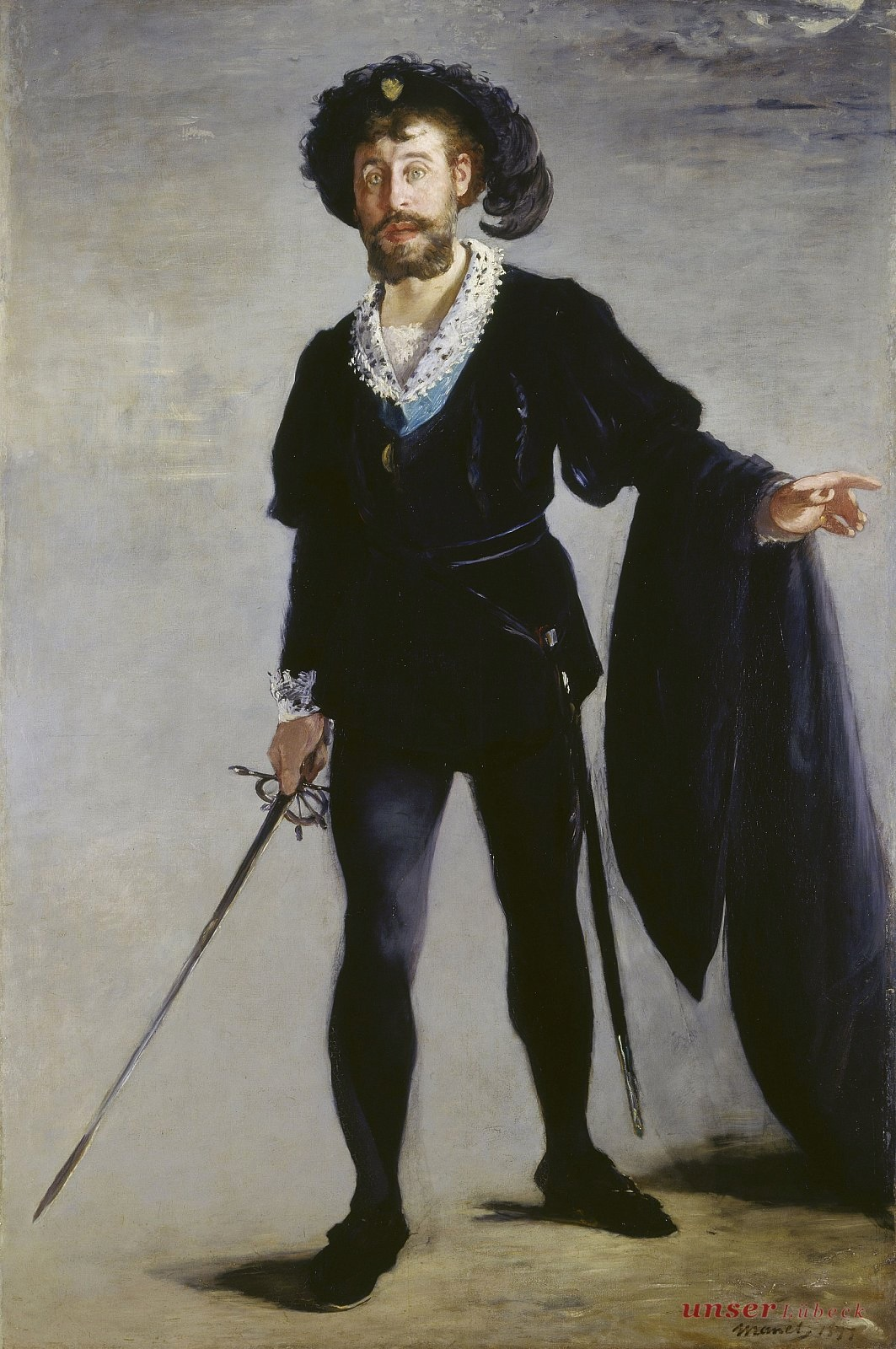
Portret van Faure in de rol van Hamlet (1877) Édouard Manet, Museum Folkwang, Essen
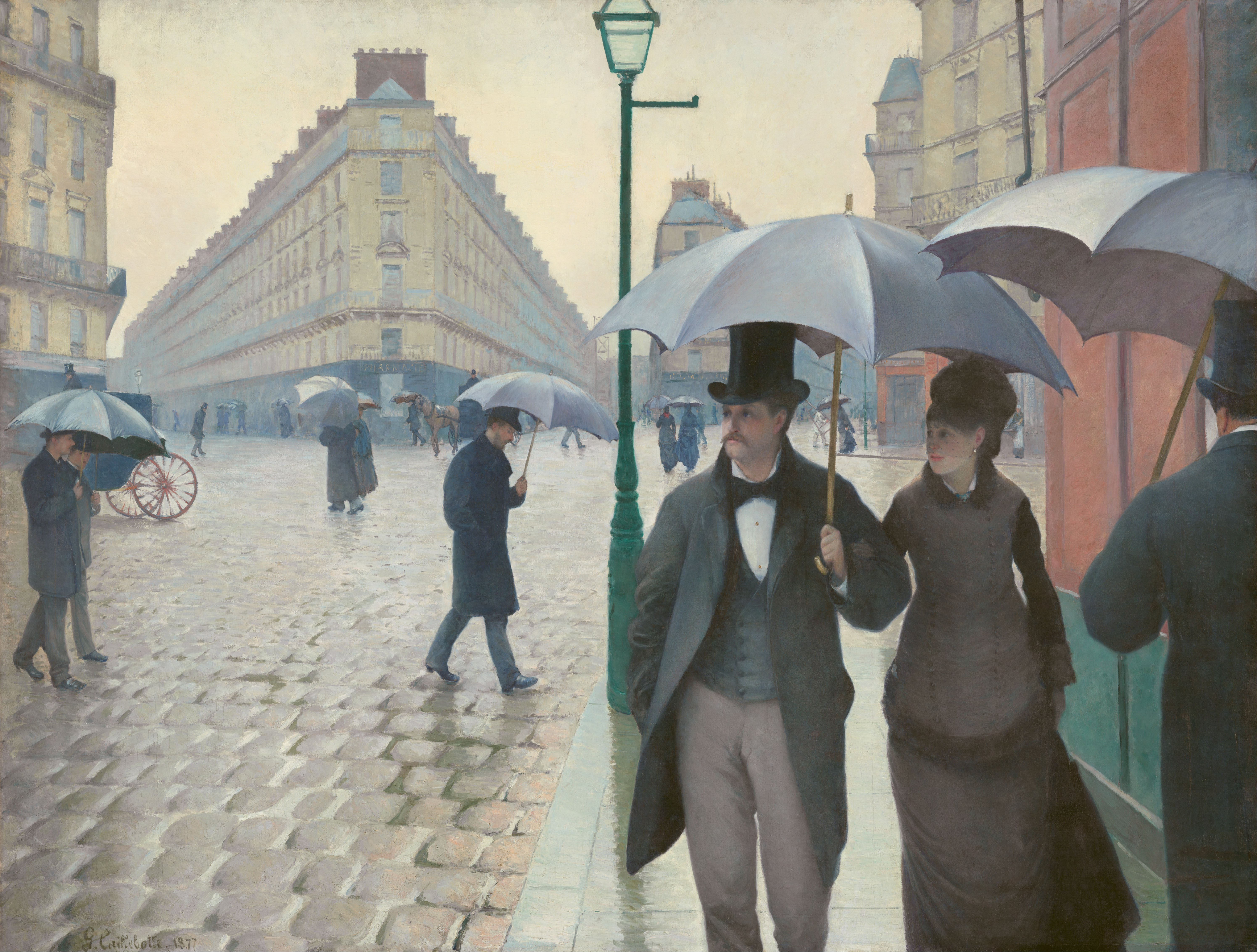
Rue de Paris, temps de pluie (1877) Gustave Caillebotte, Art Institute of Chicago

## Bouwkunst

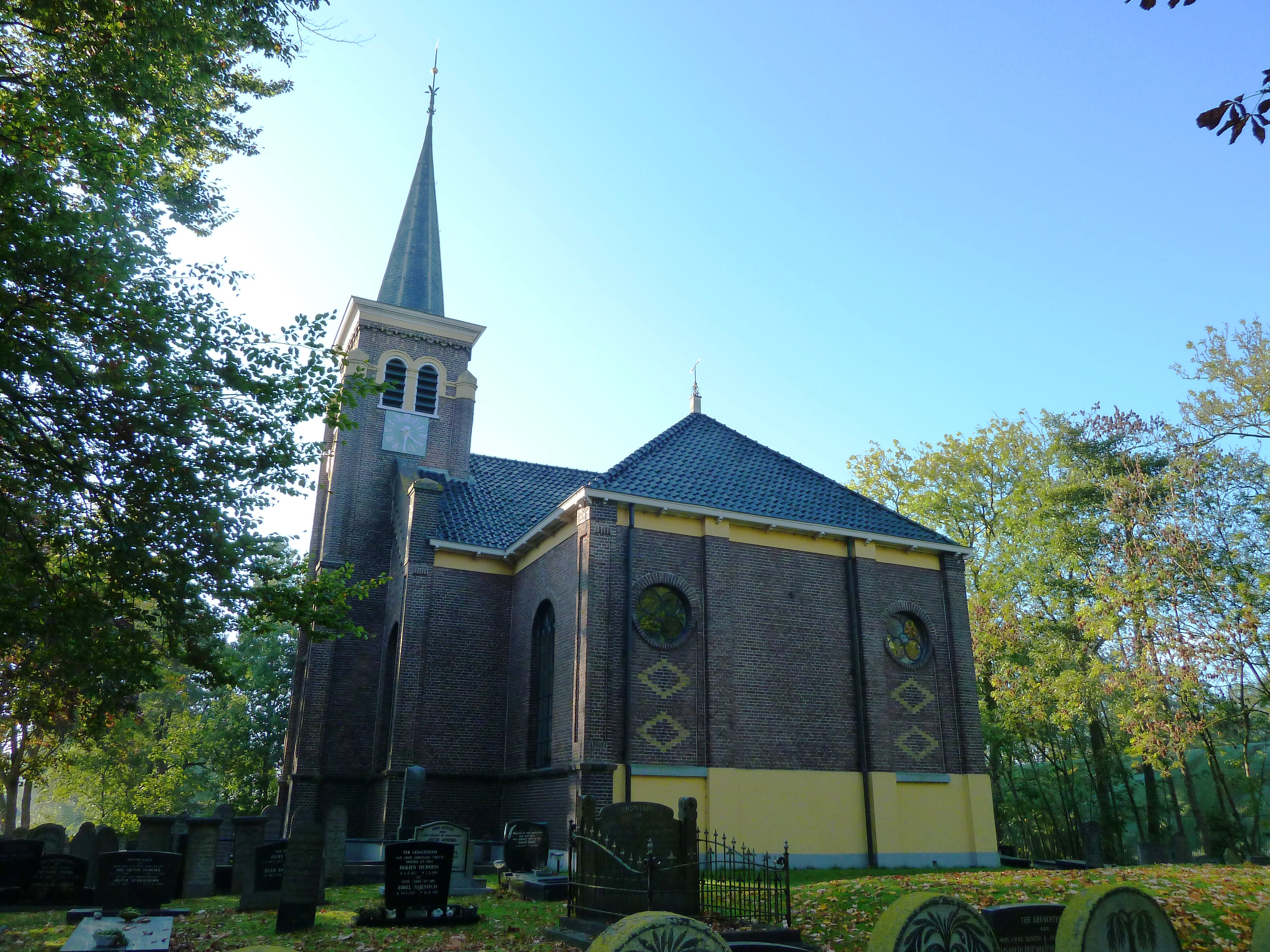
Hervormde kerk, Lutjegast (1877)

## Geboren
januari
- 2 - Slava Raškaj, Kroatisch schilderes (overleden 1906)
- 7 - Johan Buziau, Nederlands komiek en revueartiest (overleden 1958)
- 11 - Oskar Andersson, Zweeds striptekenaar en illustrator (overleden 1906)
- 18 - Floris Stempel, Nederlands voetbalbestuurder, eerste voorzitter van AFC Ajax (1900-1908) (overleden 1910)
- 20 - Albert Van huffel, Vlaams-Belgisch architect (overleden 1935)
- 21 - Gustaaf De Smet, Vlaams kunstschilder (overleden 1943)
- 22 - Hjalmar Schacht, Duits econoom en bankier (overleden 1970)
- 24 - Louise Van den Plas, Belgisch feministe (overleden 1968)
- 26 - Kees van Dongen, Nederlands/Frans kunstschilder (overleden 1968)

februari
- 9 - Ohara Koson, Japans kunstschilder en prentenmaker (overleden 1945)
- 12 - Louis Renault, Frans autofabrikant (overleden 1944)
- 14 - Greenleaf Pickard, Amerikaans radiopionier en uitvinder (overleden 1956)
- 15 - Joseph Endepols, Nederlands meerlandicus en lexicograaf (overleden 1962)
- 23 - Frederic L. Paxson, Amerikaans historicus (overleden 1948)
- 26 - Carel Steven Adama van Scheltema, Nederlands socialistisch dichter (overleden 1924)
- 27 - Claas Bakker, Nederlands politiefunctionaris (overleden 1949)
- 28 - Siergiej Bortkiewicz, Russisch componist (overleden 1952)

maart
- 4 - Pavel Bermondt-Avalov, Russisch krijgsheer (overleden 1974)
- 7 - Thorvald Ellegaard, Deens wielrenner (overleden 1954)
- 9 - Emil Abderhalden, Zwitsers fysioloog (overleden 1950)
- 11 - Oskar Ursinus, Duits zweefvliegpionier (overleden 1952)
- 17 - Albert Hahn, Nederlands politiek tekenaar en boekbandontwerper (overleden 1918)
- 20 - Co van Ledden Hulsebosch, Nederlands apotheker en politiescheikundige (overleden 1952)

april
- 5 - Edouard Ronvaux, Belgisch politicus (overleden 1958)
- 10 - Alfred Kubin, Oostenrijks graficus, boekillustrator en schrijver (overleden 1959)
- 11 - Janne Lundblad, Zweeds ruiter (overleden 1940)
- 15 - Jules Basdevant, Frans rechtsgeleerde en rechter (overleden 1968)
- 17 - Geesje Kwak, Nederlands schildersmodel (overleden 1899)
- 30 - Alice B. Toklas, Amerikaans avant-garde kunstenares (overleden 1967)

mei
- 3 - Karl Abraham, Duits psychiater en psychoanalyticus (overleden 1925)
- 11 - Frans Maurits Jaeger, Nederlands scheikundige en hoogleraar (overleden 1945)
- 12 - Toon Berg, Nederlands glazenier (overleden 1967)
- 20 - José Caancan, Filipijns beeldhouwer en houtsnijder (overleden 1965)
- 26 - Isadora Duncan, Amerikaans danseres (overleden 1927)
- 29 - Otto Gebühr, Duits acteur (overleden 1954)

juni
- 4 - Heinrich Otto Wieland, Duits scheikundige en Nobelprijswinnaar (overleden 1957)
- 5 - Willem Albarda, Nederlands staatsman en socialistisch politicus (overleden 1957)
- 7 - Roelof Klein, Nederlands roeier (overleden 1960)
- 11 - Robert Farnan, Amerikaans roeier (overleden 1939)
- 11 - Renée Vivien, Brits dichteres (overleden 1909)

juli
- 2 - Hermann Hesse, Zwitsers schrijver en dichter (overleden 1962)
- 10 - Hélène Dutrieu, Eerste Belgische vrouw met vliegbrevet (overleden 1961)
- 13 - Giuseppe Pizzardo, Italiaans Curiekardinaal (overleden 1970)
- 18 - Adam van Kan, Nederlands wetenschapper (overleden 1944)

augustus
- 7 - Ulrich Salchow, Zweeds kunstschaatser (overleden 1949)
- 9 - Henri t'Sas, Nederlands schrijver en voordrachtskunstenaar (overleden 1966)
- 28 - Oscar Lagrou, Belgisch ondernemer (overleden 1935)

september
- 1 - Francis William Aston, Brits scheikundige en Nobelprijswinnaar (overleden 1945)
- 2 - Frederick Soddy, Brits scheikundige en Nobelprijswinnaar (overleden 1956)
- 4 - Kārlis Ulmanis, president van Letland (overleden 1942)
- 8 - Willy Kruyt, Nederlands politicus (overleden 1943)
- 10 - Hans Nobiling, Duits/Braziliaans voetbalpionier (overleden 1954)
- 11 - Feliks Dzerzjinski, Russisch revolutionair (overleden 1926)
- 13 - Wilhelm Filchner, Duits verkenner (overleden 1957)
- 14 - S.H. de Roos, Nederlands letterontwerper (overleden 1962)
- 27 - Jan Luchies Nysingh, Nederlands jurist en waarnemend gouverneur van Suriname (overleden 1945)

oktober
- 11 - Kees Dunselman, Nederlands kunstschilder (overleden 1937)
- 16 - Frank Cadogan Cowper, Engels kunstschilder (overleden 1958)
- 29 - Narcisa de Leon, Filipijns filmproducent (overleden 1966)

november
- 3 - Carlos Ibáñez del Campo, Chileens politicus, militair en caudillo (overleden 1960)
- 10 - Patricia Wentworth, Engels detectiveschrijfster (overleden 1961)
- 14 - René De Clercq, Vlaams dichter, schrijver, tekstdichter, componist en politiek activist (overleden 1932)
- 18 - Arthur Cecil Pigou, Engels econoom (overleden 1959)
- 22 - Cecilio Apostol, Filipijns dichter (overleden 1938)

december
- 3 - Arnoldus Teunis Kraan, Nederlands architect (overleden 1939)

## Overleden
januari
- 1 - Gerardus Petrus Wilmer (76), bisschop van Haarlem
- 2 - Alexander Bain (65), Schots uurwerkmaker en uitvinder
- 5 - Carl Timoleon von Neff (72), Russisch kunstschilder en kunstverzamelaar
- 24 - Johann Christian Poggendorff (80), Duits natuurkundige en redacteur

maart
- 14 - Juan Manuel de Rosas (83), Argentijns politicus en militair leider
- 31 - Antoine Cournot (75), Frans wiskundige, econoom en filosoof

april
- 17 - Julius Springer (59), Duits uitgever
- 18 - Petronella Voûte (72), Nederlands directrice van een asiel voor prostituees

mei
- 22 - Theodor Lachner (81), Duits organist

juni
- 3 - Sophie van Württemberg (58), koningin der Nederlanden
- 4 - Winand Staring (68),  geoloog, landbouwkundige

september
- 1 - Edward Loomis Davenport (60), Amerikaans acteur

oktober
- 16 - Johannes Zwijsen (83), Nederlands R.K. bisschop

december
- 5 - Edmond de Vinck de Wesel (72), Vlaams politicus
- 20 - Heinrich Daniel Ruhmkorff (74), Duits instrumentmaker
- 23 - Thomas Wright (67), Engels schrijver
- 31 - Gustave Courbet (58), Frans schilder

## Weerextremen in België
- 8 januari: hoogste etmaalgemiddelde temperatuur ooit op deze dag: 10,7 °C en hoogste maximumtemperatuur: 13 °C.
- februari: februari met hoogst aantal neerslagdagen: 27 (normaal 16).
- 4 mei: laagste etmaalgemiddelde temperatuur ooit op deze dag: 4,1 °C.
- 6 mei: laagste minimumtemperatuur ooit op deze dag: 0,1 °C.

Bron: KMI Gegevens Ukkel 1901-2003  met aanvullingen 